# Varietät (Anatomie)
Als Varietät bezeichnet man in der Anatomie Normabweichungen in Bau, Größe und Form von Organen. Im Gegensatz zu Fehlbildungen und Anomalien sind Varietäten nicht mit funktionellen Einschränkungen oder klinischen Erscheinungen verbunden, obwohl die Abgrenzung nicht immer konsistent ist. So wird eine Halsrippe, die ein Beispiel eines akzessorischen Knochens ist, als Varietät betrachtet, kann aber klinisch zu einem Halsrippensyndrom führen. Auch kann es Varietäten geben, die wie ein sechster Finger oder eine sechste Zehe (Hexadaktylie) gelegentlich einzeln auftreten, aber manchmal auch Ausdruck eines zugrundeliegenden genetischen Defekts und komplexen Syndroms sind.
Varietäten oder Normvarianten kann es an allen Organen und Strukturen geben, so sind sie im Verzweigungsmuster von Blutgefäßen und bei Nerven häufig.
Andererseits schwanken die Angaben zur Häufigkeit stark, was an der untersuchten Population, aber auch an einer verzerrten Wahrnehmung liegen kann, wenn zum Beispiel aus einer Fallsammlung in einer Klinik Rückschlüsse auf die Bevölkerung gezogen werden. So wird die Häufigkeit für einen Scheibenmeniskus mit 0,4 – 17 % angegeben.